# Bothropolys columbiensis
Bothropolys columbiensis är en mångfotingart som beskrevs av Chamberlin 1925. Bothropolys columbiensis ingår i släktet Bothropolys och familjen stenkrypare. Inga underarter finns listade i Catalogue of Life.